# Синее яйцо-часы со змеёй
«Синее яйцо-часы со змеёй» (или «Яйцо-часы с синей змеёй») — ювелирное яйцо, одно из пятидесяти двух императорских пасхальных яиц, изготовленных фирмой Карла Фаберже для русской императорской семьи. Оно было сделано в 1895 году и стало первым из императорских яиц Фаберже, подаренных Николаем II своей матери, вдовствующей императрице Марии Фёдоровне. Его дизайн был использован Фаберже при создании «Яйца герцогини Мальборо» в 1902 году. В настоящий момент оно находится в собственности князя Монако Альбера II.

## Дизайн
Ювелирных дел мастером, изготовившим данное пасхальное яйцо, стал Михаил Перхин, работавший в фирме Карла Фаберже (Санкт-Петербург). Яйцо покоится на золотой подставке, украшенной узорами из опаловой белой эмали. Три панели подставки покрыты золотом четырёх цветов, символизирующих искусства и науки. Золотая змея, инкрустированная бриллиантами, обвивает подставку, соединяя её с яйцом, и поднимается до его середины. Голова змеи и её язык указывают на текущий час, отображающийся римскими цифрами на вращающейся белой панели. Большая часть яйца покрыта полупрозрачной синей эмалью и золотыми полосами с бриллиантами, а также в его нижней и верхней частях есть элементы часового звонка. На каждой из сторон яйца располагаются золотые ручки в форме скульптурных арок в виде буквы «C», прикреплённых недалеко от верха и посередине яйца. Одной из интересных особенностей является то, что «Яйцо-часы с синей змеёй» не содержит сапфиров, а в русских исторических архивах об описи конфискованного имперского имущества за 1917 год и в документах передачи коллекции из Аничкова дворца за 1922 год в Совнарком указано, что все предметы содержат сапфиры.

## Сюрприз
Поскольку данное яйцо представляет собой работающий часовой механизм, оно не содержит сюрприза.

## История
По всей видимости император Александр III сделал заказ пасхального яйца в фирме Фаберже в 1894 году, однако, после его трагической смерти в 1894 году «Яйцо-часы с синей змеёй» было вручено вдовствующей императрице Марии Фёдоровне её сыном, Николаем II на Пасху 1895 года. Яйцо находилось в Аничковом дворце вплоть до революции 1917 года. Вместе с другими ювелирными изделиями, «Яйцо-часы с синей змеёй» было отправлено в Оружейную палату Кремля в середине сентября 1917 года. В 1922 году яйцо было передано в Совнарком, где оно хранилось до продажи его за рубеж в 1927 году Мишелю Норману из компании Australian Pearl. В 1950 году яйцо было куплено Эмануэлем Сноуменом из Wartski. Галерея Wartski в 1972 году продала яйцо магнату Ставросу Ниархосу, владельцу флота и судовых верфей. В 1974 году князь Монако Ренье III получил его в подарок на 25-летний юбилей нахождения на престоле и подарил своей супруге, княгине Грейс. Оно стало одним из самых любимых ювелирных изделий княгини и хранилось на столе в одной из её комнат. После её смерти все помещения были опечатаны и яйцо не выставлялось на публике. После смерти Ренье III в 2005 году, Альбер II унаследовал яйцо вместе с княжеским престолом. С 2008 года яйцо демонстрируется широкой публике на выставках. В 1902 году Фаберже создал очень похожее яйцо («Яйцо герцогини Мальборо») для Консуэло Вандербильт. Оно имело большие размеры и было покрыто розовой, а не синей эмалью.

### Дискуссия по поводу даты изготовления
Долгое время считалось, что ювелирное яйцо Альбера II являлось третьим императорским яйцом 1887 года, несмотря на то, что это вызывало сомнения многих учёных. В статье Лопато от 1993 года отмечается, что по расчётам фон Габсбурга и Лопато стоимость яйца должна составлять около 6000 рублей вместо 2160 рублей, уплаченных императором за яйцо 1887 года. Она также заявляет, что конструкция яйца является слишком сложной для изготовления его в 1887 году. Ещё одно противоречие связано с тем, что все яйца при описи конфискованного имущества указаны как содержащие сапфиры, хотя в данном яйце их нет. Тем не менее, в 1995 году Татьяна Мунтян произвела проверку описания яйца 1887 года и яйца из коллекции Ренье III и опубликовала отчёт Fabergé Imperial Easter Eggs в 1997 году, подтверждающий, что яйцо действительно было изготовлено в 1887 году. Несмотря на это, в результате дальнейших исследований было установлено, что яйцо было изготовлено в 1895 году, вместо считавшегося утерянным яйца «Двенадцать монограмм». В счёте за яйцо 1895 года указано следующее: «Яйцо из синей эмали в стиле Людовика XVI, 4500 рублей», что очень близко к экспертной оценке стоимости яйца, а также соответствует его описанию.